# Ołeksandr Bondarenko (ur. 1966)
Ołeksandr Mykołajowycz Bondarenko, ukr. Олександр Миколайович Бондаренко, ros. Александр Николаевич Бондаренко, Aleksandr Nikołajewicz Bondarienko (ur. 29 czerwca 1966 w Zaporożu, Ukraińska SRR) – ukraiński piłkarz, grający na pozycji pomocnika, a wcześniej obrońcy, reprezentant Ukrainy.

## Kariera piłkarska

### Kariera klubowa
Wychowanek DJuSSz w Melitopolu. Pierwszy trener H.Isajenko. W 1983 rozpoczął karierę piłkarską w Metałurhu Zaporoże. Występował przeważnie w drużynie rezerwowej. Po służbie w wojsku został piłkarzem Tawrii Symferopol. W 1988 powrócił do Metałurha. W 1991 został piłkarzem Tempa Szepietówka, skąd w 1992 przeszedł do Torpeda Zaporoże. W 1993 występował w Czornomorcu Odessa, a w następnym roku wyjechał do Węgier, gdzie bronił barw klubu Budapesti Vasutas. W 1999 powrócił do Czornomorca. Następnie przeszedł do Zirki Kirowohrad. W 2001 został zaproszony do drużyny Dnister Owidiopol, w której w 2003 zakończył karierę piłkarską.

### Kariera reprezentacyjna
27 czerwca 1992 roku debiutował w narodowej reprezentacji Ukrainy w zremisowanym 0:0 meczu towarzyskim z USA. Łącznie rozegrał 2 spotkania reprezentacyjne.

## Sukcesy i odznaczenia

### Sukcesy klubowe
- brązowy medalista Mistrzostw Ukrainy: 1993
- wicemistrz Węgier: 1996
- finalista Pucharu Węgier: 1996, 1997